# Kirunatidningen
Kirunatidningen är en svensk tidning som ges ut sedan 1991.

## Historia
Tidningen beskrivs som "oberoende lokalpatriotisk" och ges ut av den ideella organisationen Tidningsföreningen i Kiruna. Föreningen bildades sommaren 1991 med syftet att starta och driva en tidning för Kirunaborna. I december samma år kom det första numret av Kirunatidningen ut.
Kirunatidningen utkommer med 10 nummer per år. Varje nummer säljs i ca 2 500 exemplar, varav ca 1 000 går till prenumeranter utanför Kiruna. Ett 40-tal prenumeranter bor utanför Sverige.

## Årets Kirunabo
Varje år tar Tidningsföreningen emot nomineringar av kandidater till utmärkelsen "Årets Kirunabo". Bland de förslag som kommer in väljs 6 kandidater ut som alla sedan kan rösta på via t.ex. tidningens webbsida. Bland de Kirunabor som fått utmärkelsen kan nämnas politikern Lars Törnman, författaren Åsa Larsson, countrybandet Willy Clay Band, sjuksköterskan Birgitta Stålnacke, Yngve Bergqvist, grundaren av ishotellet i Jukkasjärvi och skoterproffset Rasmus Johansson.

## Kiruna-podden
I november 2023 lanserades Kiruna-podden i Kirunatidningens regi. Podden produceras och programleds av Sofia Agronius som intervjuar Kirunabor som berättar om sina erfarenheter och upplevelser inom olika områden, t.ex. kultur, musik, föräldraskap, nördkultur och resor.